# Phoma selaginellicola
Phoma selaginellicola är en lavart som beskrevs av Gruyter, Noordel., Aa & Boerema 1993. Phoma selaginellicola ingår i släktet Phoma, ordningen Pleosporales, klassen Dothideomycetes, divisionen sporsäcksvampar och riket svampar.   Inga underarter finns listade i Catalogue of Life.